# Ježíšek

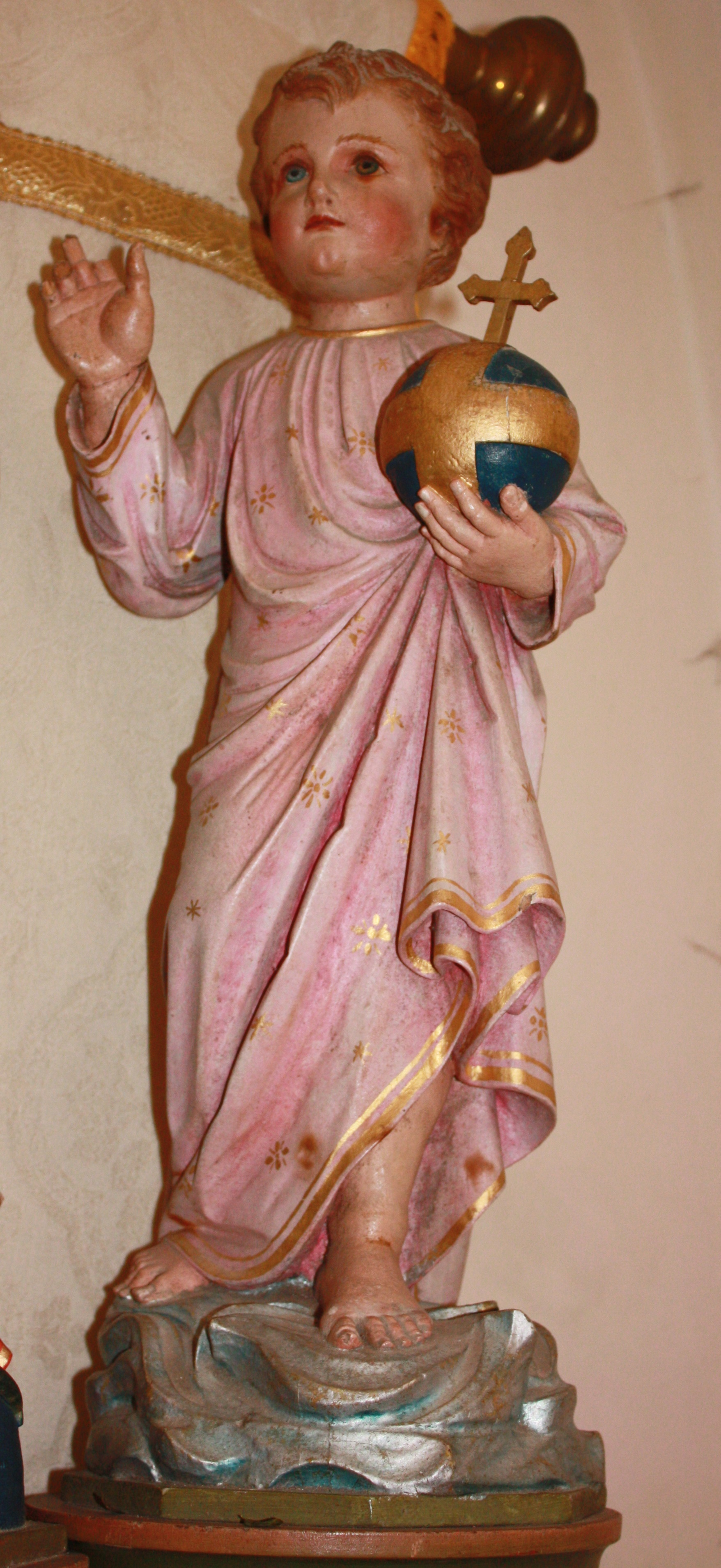
Ježíšek (poutní soška v kostele sv. Martina v rakouském Diex)

Ježíšek (též Jezulátko, německy Christkind – dítě Kristus, v jižním Německu a Rakousku Christkindl – děťátko Kristus) je zdrobnělinou jména Ježíše Krista, jehož narození slaví křesťané o Vánocích. Oslava Kristova narození podle Lukášova evangelia ve spojení s Ježíškem, který obdarovává a nosí dárky, je rozšířená nejen v Česku, ale také v Rakousku, Jižním Tyrolsku, Švýcarsku, Maďarsku, polském Horním Slezsku, na Slovensku, ve Slovinsku, Chorvatsku, na jihu Německa, v severním Porýní a Vestfálsku či v jižní Brazílii.
Vánoční obdarovávání prošlo dlouholetým společenským vývojem: od výslužky čeledínů a děveček na konci služebního roku přes dárky sv. Mikuláše (6. prosince) až po protestantské přeložení vánoční nadílky na den narození Ježíše Krista, které znamenalo zrození dárkonoše „Christkinda” (Ježíška). Vývoj samotné vánoční nadílky je pak úzce spojen s měšťanskou vrstvou, jejíž zásluhou se Štědrý večer stal postupem času rodinnou oslavou a nadílka dětem pod vánočním stromečkem pedagogickým instrumentem.

## Nejstarší historie
Oslava Vánoc je historicky spjata s lidovými zvyky, které mají kořeny v pohanských rituálech a oslavách slunovratu, kdy se v den 25. prosince opětovně rodil bůh Slunce. Noc z 24. na 25. prosince (ale i noci následující) tak byla odpradávna považována za „svatou noc“, německy nazývanou „Weihnachten“ (už v roce 1170). Oslavu narození Ježíše Krista na 25. prosince začala církev praktikovat přibližně od poloviny 4. století, čímž dostala pohanská posvátná noc křesťanský rozměr.
Vzhledem k tomu, že den svátku sv. Mikuláše (6. prosince) byl o bohoslužbách spojen nejen s legendou o třech obdarovaných dcerách či o třech obdarovaných dětech, ale také se čtením podobenství o svěřených hřivnách, převzala postava sv. Mikuláše při obdarovávání dětí také zvyk ptát se, zda byly hodné a pokorné. Protestanti odmítali formu římsko-katolického uctívání svatých, potažmo i sv. Mikuláše. Lutherem zavedené obdarování „svatým Kristem” o Štědrém večeru bylo natolik abstraktní, že se představa později zavedeného Krista-dítěte (Christkind, Christkindl, Ježíšek) neubránila zhmotnění, nejčastěji v podobě blonďatého kudrnatého dítěte s andělskými křídly.

### Ježíšek v betlémech

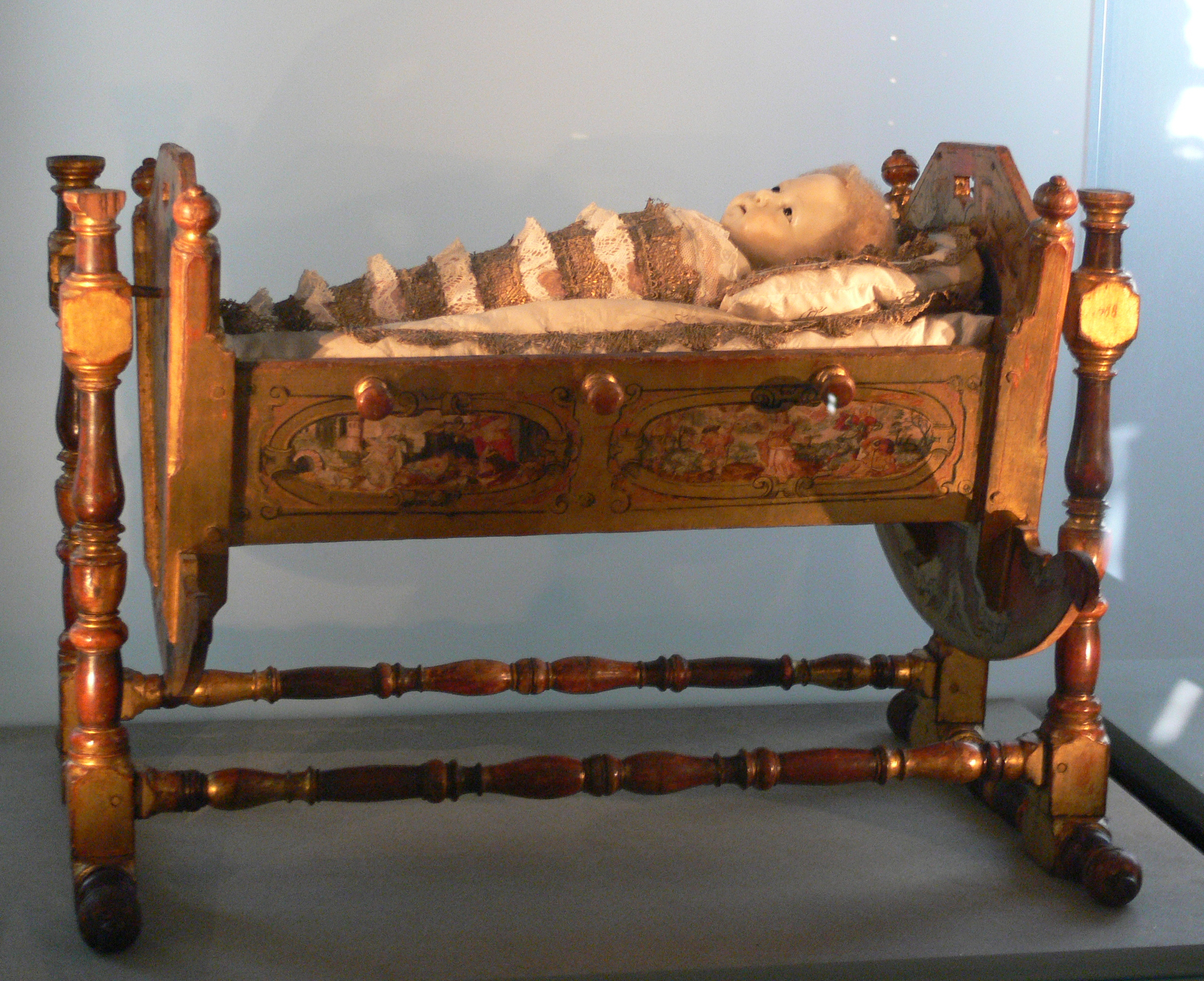
Kolébka se zavinutým Ježíškem z roku 1585 v Bavorském národním muzeu v Mnichově

Nejstarším zvykem sahajícím až do středověku je tzv. kolébání Ježíška (německy Kindleinwiegen) rozšířené především na území jižního Německa. Od 15. století byl tento zvyk praktikován dětmi v kostelech.
Vánoční svátky vypadaly na počátku středověku docela jinak... Církevní vánoce se slavily jeslemi a dětskou kolébkou. Před oltářem kostela byla postavena dřevěná kolébka, ve které spočívalo Jezulátko. К tomuto Jezulátku se věřící modlili a považovalo se za bohumilý skutek Jezulátko kolébati. Strassburský kronikář Jakub Twinger z Kenigshoffenu o tom napsal, že na mnohých místech se v kostelích prováděla podivná hra, při které se kolébalo dřevěné děťátko nebo bůžek. Tato noc se považovala za nejsvětější... Nejstarší popis této slavnosti je z roku 1305 a uvádějí se v něm také písně, které zpívali za rytmických a vážných pohybů děvčata a mládež v kostele tak, že si navzájem odpovídali. Zpěvy byly doprovázeny hudbou na harfu. Některé z těchto písní se zpívají ještě dnes za doprovodu hudby, kterou roku 1608 zachytil a sestavil Bodenschaft a pojmenoval Vánoční písně XIV. století.
Venkov, orgán České strany agrární, 1938
Kolébání Ježíška je možné považovat za předchůdce jesliček a betlémů, které jsou na území alpských zemí, Německa a Rakouska protireformačním produktem jezuitů. I když jesličky (německy Weihnachtskrippe) podle vzoru svatého Františka z Assisi našly v italské Umbrii oblibu i po jeho smrti a církevní hry s výjevem narození Krista se staly 24. prosince součástí půlnoční mše, přesto lze o italských vánočních betlémech v pravém slova smyslu hovořit až ve 14. století, kdy otec Giovanni di Bartolomeo z Fabriana objednal v roce 1348 u Vanni Mainardiho první betlém.
Na území jižního Německa a v prostoru alpských zemí jsou betlémy ztvárňovány a ikonograficky rozšířeny až od 16. století. V lidové tvořivosti zdomácněly během 17. století. V této době vznikl také pro betlém název jesličky (podle úložného prostoru sena v chlévě), přenesený na celou vánoční scénku. Zejména v jezuitské pastorační činnosti hrály betlémy důležitou emocionální roli. První betlém v Čechách představili v roce 1560 jezuité v Praze a odtud se rozšířil i do ostatních českých kostelů. Centrálním tématem betlémů je anděl zvěstující pastýřům narození Spasitele, Svatá rodina – Ježíšek (Jezulátko) v jesličkách s Marií a Josefem – a dále darovníci.

### Ježíšek jako symbol nového roku
Německý humanista Sebastian Brant ve svém díle Narrenschiff z roku 1494 popisuje obdarovávání dárky k Novému roku, kdy měl tento zvyk přinášet štěstí a bohatství v nastávajícím roce. Obdarovávání dárky na Nový rok bylo běžné po staletí už ve starověkém Římě a tento zvyk se udržel zejména u románských národů (Západořímská říše). Vzhledem k tomu, že 25. prosinec platil po staletí jako začátek roku, kryjí se některé lidové obyčeje na 1. ledna s těmi vánočními. Kdy přesně došlo k oddělení oslav, se neví. Známé je jen to, že od 15. století až do doby, kdy na jeho místo nastoupil sv. Mikuláš, platil v alpských zemích, jižním Německu a v Sudetech za nositele nového roku „Christkind” (Ježíšek) a jako symbol plodnosti nastávajícího roku byl také vyobrazován.

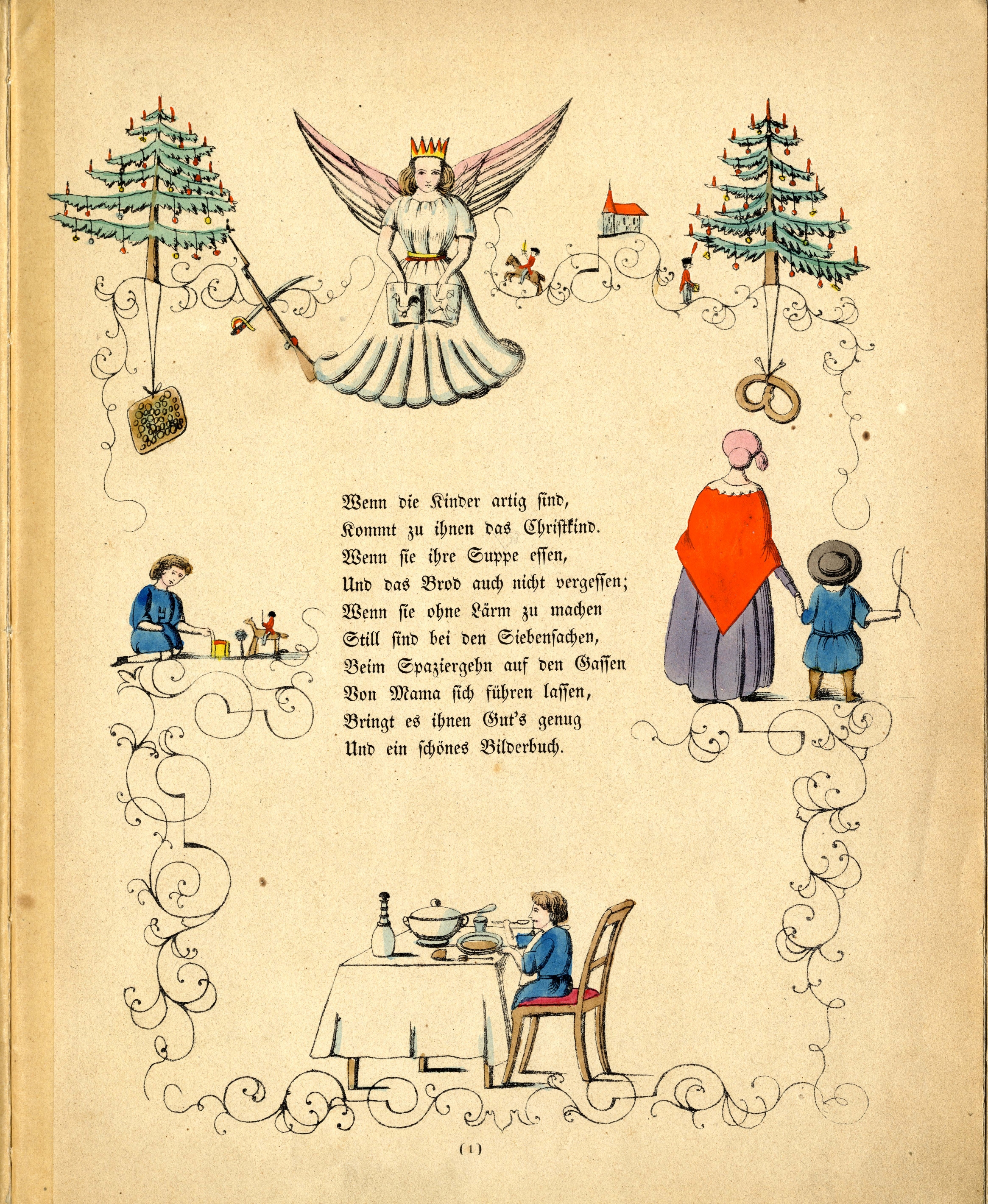
Ilustrace Ježíška jako andělského stvoření s korunkou na hlavě v německé dětské knize od Heinricha Hoffmanna Struwwelpeter (česky Střapatý Petr) z roku 1845

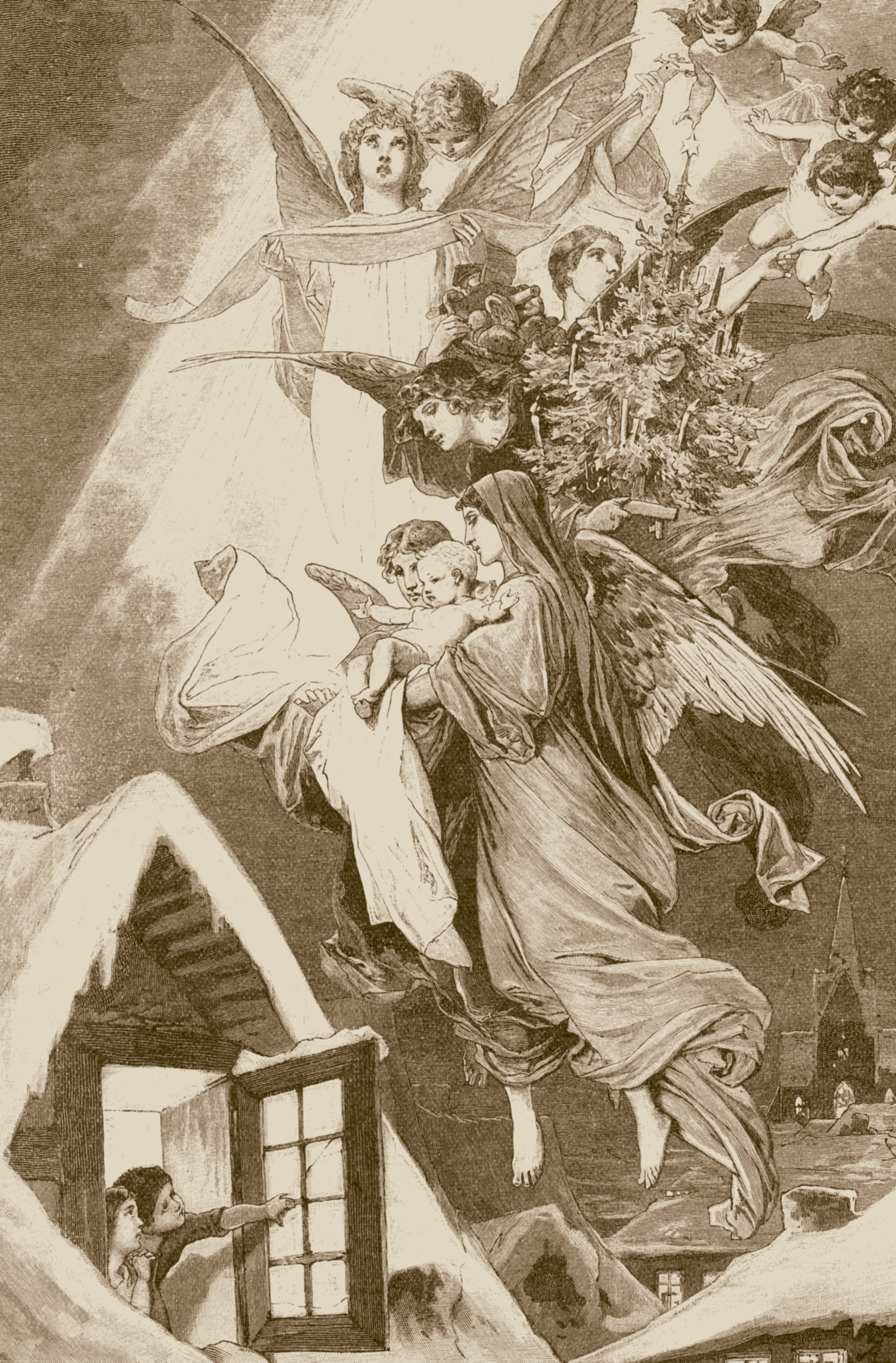
Ilustrace Ježíška v katolickém časopise Stadt Gottes z roku 1893

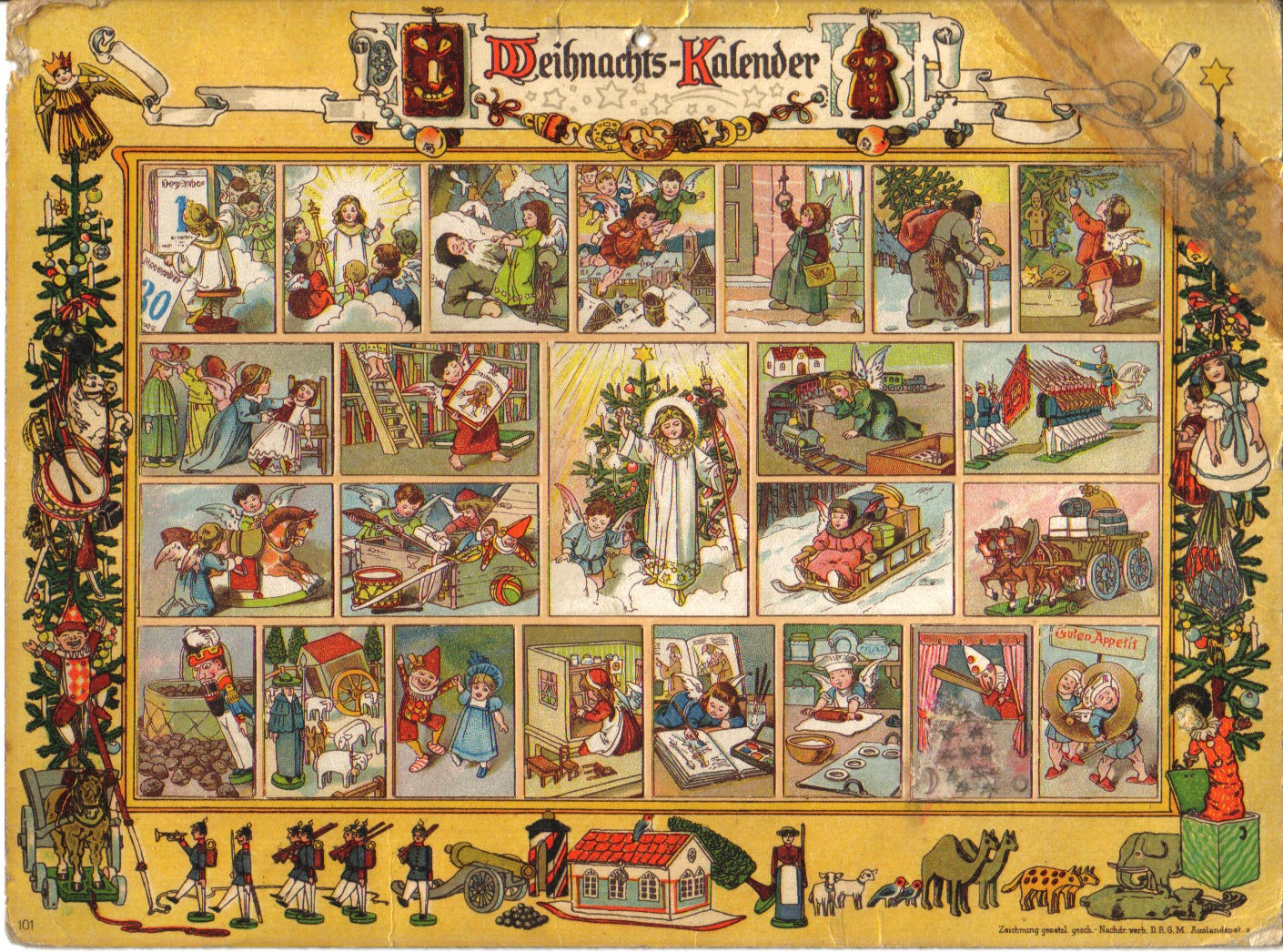
Adventní kalendář z roku 1903 s názvem Im Lande des Christkinds (česky V Ježíškově zemi). Ježíšek je vyobrazen jako blonďaté dítě v bílém rouchu s hvězdou na čele a svatozáří kolem hlavy

Křesťanská církev slavila (oproti Římany zavedenému datu 1. ledna) začátek liturgického roku 6. ledna. Už v knize žalmů a kalendáři z 12. století bylo u Vánoc poznamenáno, že tímto dnem začíná nový rok: „Annus Domini hic mutatur“. V roce 1310 prohlásila římskokatolická církev za počátek nového liturgického roku 24. prosinec (Štědrý den), který byl takto slaven až do zavedení gregoriánského kalendáře. Papež Inocenc XII. přeložil pak v roce 1691 začátek roku znovu na 1. leden. Tento posun neodpovídal lidovým zvyklostem a pro období dvanácti dní mezi Štědrým dnem a svátkem Tří králů se postupně vžilo označení „mezi roky” (německy Zwischen den Jahren), kdy Štědrý den byl nazýván „malým novým rokem“ (Kleinen Neujahr) a den Tří králů „velkým novým rokem“ (Hochneujahr).
Z 15. a 16. století se dochovala řada novoročních přání (např. bavorská koleda, koleda z bavorsko-české hranice, ze západních Čech nebo z Dolního Rakouska v oblasti Wachau), na kterých vystupuje blonďaté kudrnaté děťátko (Ježíšek) „Christkind” jako posel přání šťastného a požehnaného nového roku, někdy s jablkem v ruce (např. na temperovém obrázku od Albrechta Dürera z roku 1493). Na konci 16. století se vedle novoročních přání objevují větší obrázky s vyobrazením Krista-děťátka, předurčené k dekoraci dveří a zdí. Jako symbol požehnání je „Christkind” až do konce 18. století zobrazován nejen na liturgických obrázcích, novoročenkách a přáních, ale také v soukromých dopisech a na tištěných novoročních říkankách a písních po celém území alpských zemí, jižního Německa a Sudet. Jako posel šťastného nového roku se Ježíšek (Christkind) nejdéle udržel na církevních novoročních přáních v alpských zemích.

### Ježíšek jako dárkonoš
Ve středověku naděloval dárky dětem 6. prosince sv. Mikuláš nebo se nadílka odehrávala 28. prosince na svátek neviňátek. Tradice nadílky na Štědrý den (popřípadě 25. prosince na Slavnost Narození Páně) vznikla až později v 16. století. Němečtí protestanti odmítali uctívání svatých podle římskokatolické církve, a tedy i sv. Mikuláše. S největší pravděpodobností to byl Martin Luther, který v 16. století nahradil postavu sv. Mikuláše svatým Kristem (německy heiliger Christ) a přeložil nadílku na den narození Ježíše Krista, tedy 25. prosince. V reformovaném Švýcarsku se konala nadílka až do 19. století na Nový rok. Svatým Kristem byl míněn Ježíš Kristus, neměl však tehdy podobu personifikované postavy.
Z vyprávění evangelického faráře z městečka Wolkensteinu v saském Krušnohoří z roku 1571 se dozvíme, že děti dostávaly od „svatého Krista“ nadílku zvanou Christbürde, raneček obsahující ovoce, ořechy, vánočky, cukroví, modlitební knížku, podle jmění rodičů. Jiný starý pramen připomíná dětskou vánoční nadílku v Norimberku 1697: rodiče naplnili o svaté noci velké mísy, vyložené na stole, aby se jejich děti ráno mohly radovat z dárků, které jim Christkind seslal z nebe.
Ukázka z knihy Evropské Vánoce v tradicích lidové kultury
Teprve postupem času vznikla představa Ježíška (Christkinda) jako andělského zjevení. Andělské připodobnění má pravděpodobně původ ve vánočních průvodech a v církevních hrách, které se hrály 24. prosince v kostelech (Krippenspiel) a kdy Ježíška, bíle oděné a v závoji zahalené děvče, doprovázela vždy řada andělů. Ježíšek (Christkind) s vánoční nadílkou se rozšířil nejprve po evangelickém Německu. Později se tento zvyk objevil v katolických regionech jižního Německa a společně s adventním věncem (v Hamburku poprvé roku 1839 Johann Heinrich Wichern) a vánočním stromečkem také v Rakousku-Uhersku. Od 40. let 19. století začali praktikovat štědrovečerní nadílku s Ježíškem nejprve čeští Němci a poté se vžila i u bohatých českých rodin. Ježíšek (Christkind) se dostal také do Švýcarska. Ve Francii (například v Auvergne, v Champagni, v Lyonsku) vystupoval společně s dárkonošem Petit Jésus (Le Petit Jésus). V Alsasku je doložen „Christkindl” v roce 1625. Také v Dánsku bylo možno se setkat se „svatým Kristem“ o Štědrém večeru už na konci 16. století.
V 17. a 18. století proběhlo v západní Evropě několik vln uctívání a zbožňování Ježíška, které připomínají například procesí z dob barokního Rakouska (Christkindl-Wallfahrtsstätten), lidové jesličky, pastýřské písně, koledy či církevní hry a v nichž vystupuje malý Ježíšek (německy Jesuskind, Jesusknabe nebo Jesulein) jako symbol nového a šťastného roku. Německá historička a etnoložka Ingeborg Weber-Kellermannová i český historik Vít Vlnas upozorňují na rozdílnost pojmů Ježíška neboli Jezulátka a Ježíška (Christkind) dárkonoše. Jezulátko bylo podle slov historika „předmětem zbožné úcty a něžné lásky” zejména v baroku, kdežto Ježíšek (Christkind) ve smyslu protestanty zavedeného nositele vánoční nadílky je symbolem božího obdarování lidstva Ježíšem Kristem. Od 17. století se oslavy Vánoc pozvolna přesouvaly z kostelů do rodinného prostředí. Na začátku 19. století se pod tlakem protestantských kněží objevila na severu Německa postava Weihnachtsmanna (1820 Deutsches Wörterbuch od Jacoba Grimma a Wilhelma Grimma, 1835 píseň „Morgen kommt der Weihnachtsmann” od Hoffmanna z Fallerslebenu). Mikulášské trhy vystřídaly trhy pojmenované podle Ježíška (Christkindlesmarkt). Známým už ze 16. století je například Christkindlesmarkt v Norimberku. Od poloviny 20. století jej zahajuje „Christkind” – dívka ve věku 16–18 let s kadeřavými blonďatými vlasy, s korunou na hlavě a v bílo-zlatém rouchu.

## Ježíšek na území Čech, Moravy a Slezska

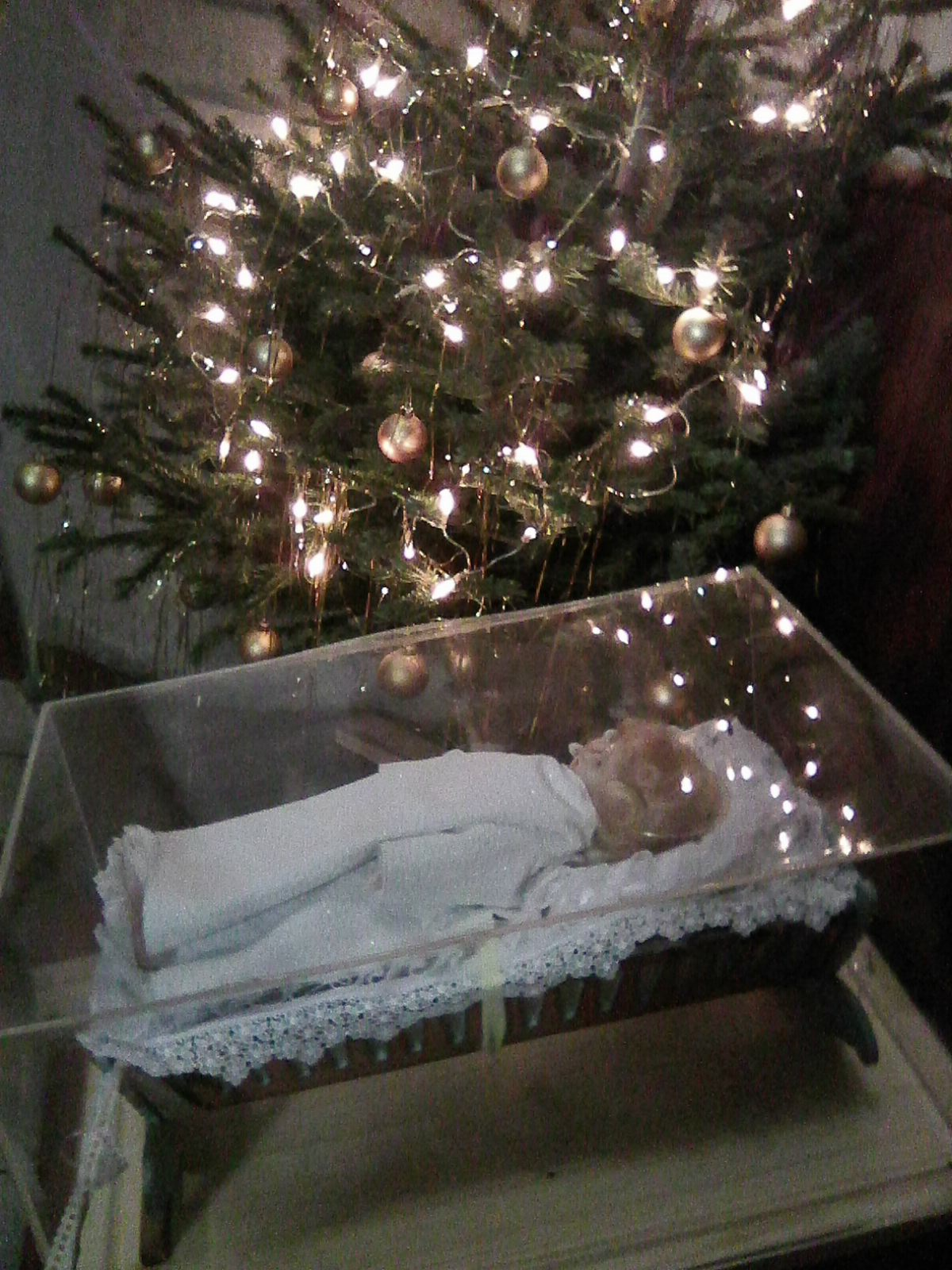
Jezulátko v kolébce je z 1. poloviny 19. století. Vystaveno bývá o Vánocích v kostele svatého Josefa v Praze.

Ze začátku 17. století se dochovala zpráva v kalendáři Šimona Partlice o obdarování dětí rodiči ve jménu Krista Pána. Z pozdějších dob jsou zprávy o štědrovečerních nadílkách od Ježíška (zpočátku německy). V 19. století tradice Ježíška v Čechách, na Moravě a ve Slezsku plně zdomácněla a ve 20. století už vystupuje Ježíšek pravidelně ve spojení s rozsvíceným vánočním stromečkem. Na Šumavě přijíždělo nadělovat děťátko ozářené svatozáří na zlatém voze, taženém dvěma bělouši. Na mnoha místech severní Moravy přicházely na štědrý večer slavnostní průvody s ježíškem, hlavními postavami byli dva andělé, sv. Josef, ježíšek (převlečená ženská postava v bílém hávu), držící malý vánoční stromek.
Na Plzeňsku v předvečer svátku dávaly děti za okno kousek sena pro Ježíškovo oslátko. V Troubelicích na Olomoucku se děti mohly dozvědět od rodičů, že Ježíšek projíždí kolem domu na voze s párem bílých koní a svatou rukou, skrze okenní sklo, klade do okna dárky do připravených talířků. V Úboči v Pošumaví děti očekávaly dárky zrána na Boží hod: neviditelné Jezulátko nadělovalo o jitřní mši ořechy, jablka, cukrovinky, a to na okno i na stůl.
Ukázka z knihy Evropské Vánoce v tradicích lidové kultury
Božena Němcová nám ve své Babičce zanechala obraz Jezulátka nadělujícího skrze anděly. Němci na Moravě udržovali tradici podobnou Christkindu, kdy se za Ježíška přestrojovala do bílého hávu některá žena z rodiny (Svitavsko a Slavonicko ještě ve 20. století). Tkalci v Podkrkonoší se převlékali do oděvu z bílého plátna a někdy nesla maska „kristydle” (z německého Christkind) i andělská křídla. Převlečená osoba musela být i hovorná, jelikož děti před ní klečící zkoušela „z náboženství a biblické dějepravy”.
„Přinese nám Jezulátko něco?” ptaly se děti babičky potajmo, když se začalo uklízet ze stolu.- „To já nemohu vědět, uslyšíte, jestli zazvoní,” řekla babička. Děti menší postavily se k oknu míníce, že Jezulátko musí jít okolo oken a že je uslyší. - „Což nevíte, že není Jezulátko vidět ani slyšet?” pravila babička. „Jezulátko sedí v nebi na světlém trůnu a posílá dárky hodným dětem po andělích, kteří je přinášejí na zlatých oblacích. Neslyšíte nic než zvonků hraní.” Děti se dívaly do oken, nábožně babičku poslouchajíce. Vtom kmitla okolo oken světlá zář a zvenku zazněl hlas zvonku. Děti sepjaly ruce, Adélka pak šeptala tiše: „Babičko, to světlo bylo Jezulátko, viďte?” Babička přisvědčila, vtom také matka do dveří vcházela, oznamujíc dětem, že v babiččině světnici Jezulátko jim nadělilo. To byl shon, to bylo radosti, když viděly osvětlený, okrášlený strom a pod ním krásných darů.
Ukázka z Babičky, kapitola XII

### Ježíšek za první republiky
V době mezi světovými válkami došlo v Československé republice pod heslem „Pryč od Říma“ k velkému odklonu od katolické církve. Hnutí politického katolicismu (Československá strana lidová) nacházelo své odpůrce mezi zastánci politického protestantismu (v mladočeské, agrární, sociálně demokratické, národně sociální straně, u realistů v čele s profesorem T. G. Masarykem). Nastolená státní linie se tak přikláněla k velkým veřejným vánočním produkcím, kam můžeme zařadit i tradici Vánočního stromu republiky s kasičkou v národních barvách za přítomnosti sokolů a legionářů pod patronací Zemské péče o mládež a ČSČK.

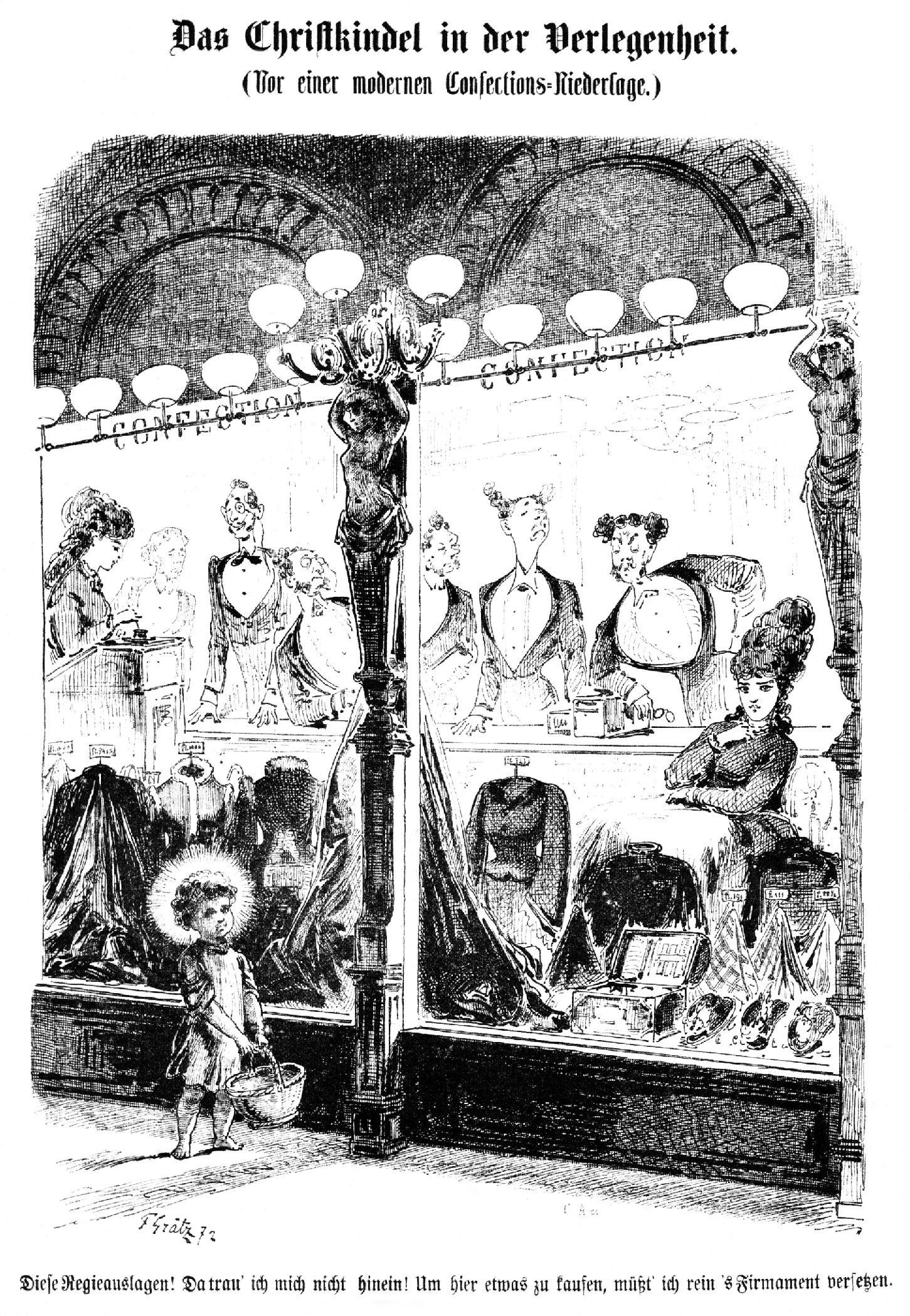
Karikatura nazvaná Ježíšek v rozpacích (Das Christkindel in der Verlegenheit) před vánoční výlohou od autora Friedricha Grätze z roku 1872

Katolíci trvali na oslavách v kruhu rodinném a v kostelech. I když rodiny sociálních demokratů, národních socialistů nebo národních demokratů trávily Štědrý večer u rybí nebo houbové polévky, smaženého kapra, pečené štiky či kapra v rosolu a rozdávaly si dárky u rozsvíceného stromku, přece jen ze svátků se stromkem a „Ježíškem” vypouštěly oslavu Krista Pána, zrovna jako půlnoční mši v kostele. Ježíšek se pro ně stal synonymem obdarování (Co jsi dostal k ježíšku?). Největšími odpůrci Ježíška se stali českoslovenští komunisté. Příklon k církvi se znovu objevil až za nacistické okupace, kdy ožila vánoční atmosféra s lidovou zbožností.
„Vánoční program československého komunisty. Rozvinuje ho Rudý večerník. Praví v něm: I my máme vánoce – ale jsou to vánoce rudé! V dělnických rodinách nemá místo pověra o ‚Ježíškovi‘, který naděluje ‚hodným‘. Můžeme vánoc využít nejlépe pro vysvětlení dětem třídních rozdílů. Bohatým uličníkům všechno – nejhodnějším dětem nic: protože ti bohatí nám dnes všechno dobré snědli sami. Musíme se bránit. Na našem stromku nejsou andílkové, na tom visí pěticípá hvězda. Povíme dětem, co znamená. Nestavíme betlémy, ale koupíme dětem knihu o Krasinovi, plnou odvahy a síly a naučíme je milovat statečné ruské soudruhy. Z bílých, tajemných svátků, s legendami zašlých staletí, uděláme rudé dni, s velkou, živou vírou v osvobození chudých, v sociální revoluci.“
Úryvek z článku, Pozorovatel, Kroměříž 20. prosince 1928

### Ježíšek s konzumní nadílkou
Za první republiky zasáhla komercializace nejen štědrovečerní nadílku, ale celé Vánoce. Duchovní stránku Vánoc vytlačily davy lidí v obchodech i na tržištích, prodavači u kádí s kapry, nabídka různých druhů stromečků, skleněných vánočních ozdob, elektrických vánočních svíček (slogan: „Elektrické vánoční svíce rozjasní každému líce.“) a nákup nejmodernějších dárků z reklam časopisů a novin (1935 panenka „autolady“, sáňky rohačky, elektrické domácí spotřebiče – vysavače, radiopřijímače atp.), stále více Klubem československých turistů propagované trávení Vánoc na horách a s tím spojené lyžařské vybavení. Chudší si nadělovali: ženám látku na šaty, mužům doutníky a dětem rukavice, čepice, šály a knížky. Objevil se i splátkový prodej a půjčky na dárky či vánoční zájezdy.

## Ježíšek v totalitních režimech

### Třetí říše a národní socialismus

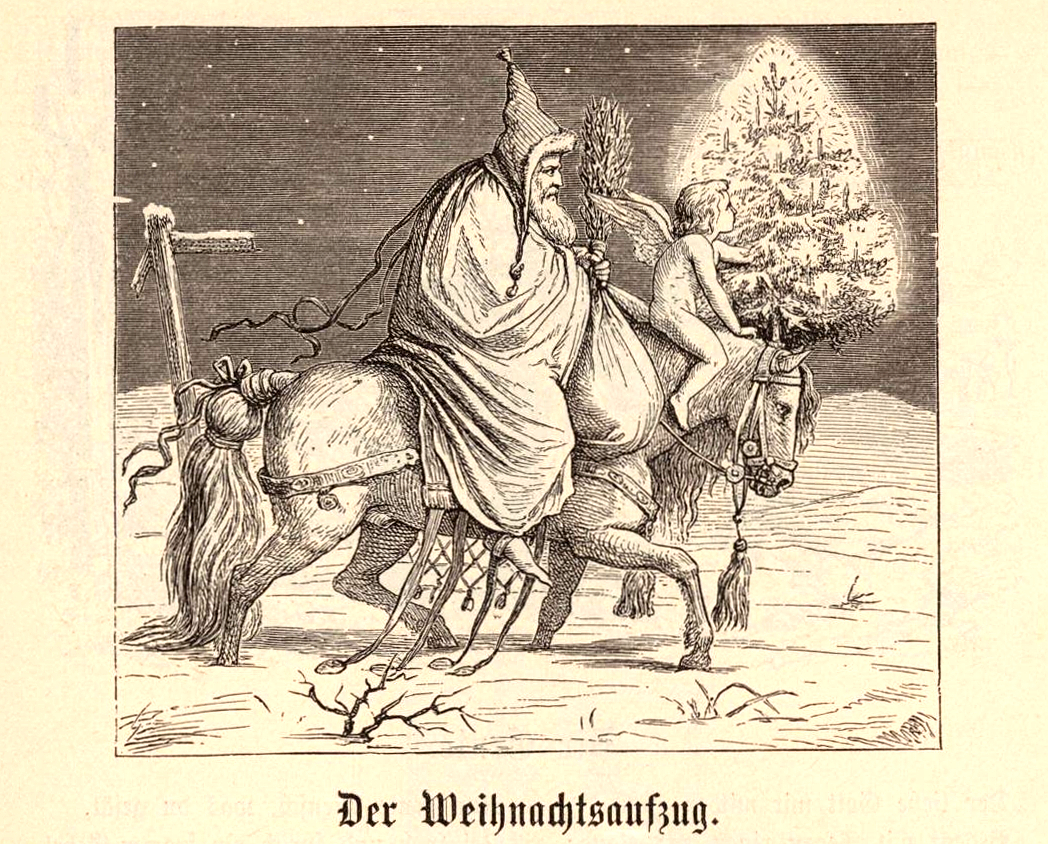
Knecht Ruprecht a Ježíšek

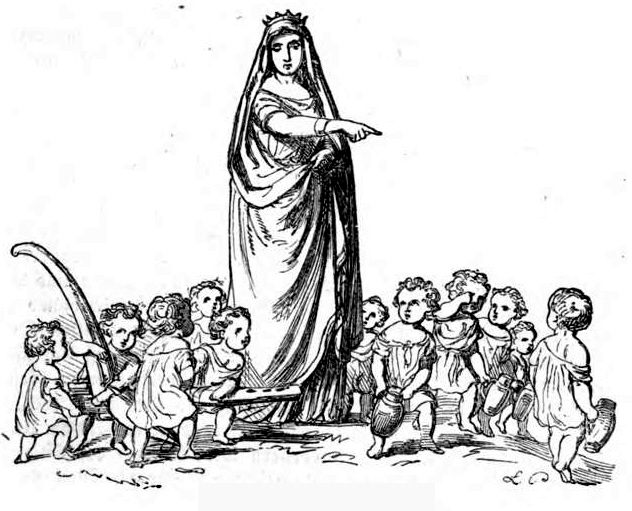
Ilustrace z knihy „Das festliche Jahr in Sitten, Gebräuchen und Festen der germanischen Völker” (Sváteční rok ve zvyklostech, obyčejích a svátcích germánských národů) – Frau Holle und die Heimchen (Paní Holle a cvrčci), 1863

Pod vedením národních socialistů nastal obrat ke germánské mytologii. Ve 30. letech (20. století) se v případě Vánoc takové nacionální tendence začaly odehrávat nejprve podprahově. Postupně začaly vycházet etnografické publikace, jejichž autoři se snažili na podkladě zvyků a rituálů dokázat germánský původ Vánoc a ve své snaze vymanit vánoční oslavy z křesťanského hávu nevynechala NSDAP k oživení germánského bájesloví jedinou příležitost. Dětem Třetí říše měly adekvátní náhradu za sv. Mikuláše a Ježíška nabídnout oprášené postavy „Knechta Ruprechta“ a „Frau Holle“. Frau Holle patřila mezi lidové strašidelné postavy tzv. „Percht” a „Holl” rozšířených především na rakouském a bavorském území, které v předvánoční době děti obdarovávaly nebo trestaly metličkou (německy Rute). NS-etnologové z ní vytvořili bohyni plodnosti Frigg (Freya), manželku germánského boha Wotana, shovívavou, mateřskou sílu přírody, která byla podle nich hodna zaujmout místo po Ježíškovi.
Cílem nacistů byla úplná sekularizace hlavních křesťanských svátků. Vzhledem k tomu, že už od 19. století patřily vánoční oslavy k těm nejpopulárnějším rodinným a dětským svátkům, nedošlo v NS-režimu nikdy k jejich úplnému zrušení (1934 Zákon o regulaci svátků/Gesetz über die Regelung der Feiertage). Teprve až v roce 1937 vyšly ve zvláštním výtisku časopisu „Die neue Gemeinschaft“ návrhy k pořádání a organizaci veřejných NS-vánočních oslav (NS-Weihnachtsfeier). V letech 1933–1938 zůstal Štědrý večer v rodinném kruhu nedotčen. Od roku 1942 už fungovaly NS-rituály v plném proudu a během Vánoc existovaly jen tři možné druhy oficiálních vánočních slavností: kolektivní veřejná vánoční oslava tzv. „NS-Volksweihnacht” s nadílkou pro chudé děti za pomoci organizací NS-Volkswohlfahrt (NSV, Národně socialistický spolek pro sociální péči) a Winterhilfswerk (WHW, Zimní pomocná činnost), „Wintersonnenwende” jako slavnost zimního slunovratu s pozvednutím pohanského germánského boha Baldura (organizované HJ, NSDAP a SS) a třetí „Weihnachtsfest” jako rodinná oslava.

### Komunisté a internacionální socialismus
Zrušit Vánoce v pravém slova smyslu si komunisté zrovna tak jako němečtí národní socialisté netroufli. Jejich snahy se upnuly na likvidaci vánočních zvyků a na vymazání duchovního rozměru vánočních svátků, jelikož v lidově demokratických státech dělníků a rolníků mělo být „díky štědrému sociálnímu systému o lid výborně postaráno” (opak byl pravdou). Církev se stala hned po nástupu komunistů jedním z hlavních cílů – komunistická strana rušila kláštery, řeholníky i řádové sestry zavírala do vězení a proti nepohodlným vedla politické procesy. Státní bezpečnost špiclovala bohoslužby, literatura ve veřejných knihovnách prošla bedlivým sítem – zmizely knihy s křesťanskou tematikou, církevní svátky a výuka náboženství na školách. Přirozeně měl zmizet i Ježíšek jako vůdčí symbol Vánoc. Marxisté-leninisté označili křesťanství za tmářství. Vánoce ve spojení s narozením Ježíše Krista neměly nadále existovat a snahy komunistických ideologů tak cílily hlavně na děti.

Za to, že tolik dárků mám,
že teplo je v naší škole,
já vím, že děkuji nejvíc vám,
stateční horníci v dole.
Za to, že tolik knížek mám,
velkých knížek i malých,
já vím, že děkuji tiskárnám
a všem, co je tiskli a psali.
Za to, že teplé šaty mám
i veselý rukávník bílý,
děkuji textilním továrnám
a všem, co v nich tkali a šili.
Za to, že tolik jídla mám,
že stále rostu sílím,
já na ty s láskou vzpomínám,
co obilí žali a sili.
Za to, že naší zahrady
je kousek světa svěží,
děkuji soudruhům z armády,
že věrně vlast naši střeží.
Za to, že rudý šátek mám,
ať se to každý doví:
horoucí pozdrav posílám
soudruhu Gottwaldovi.

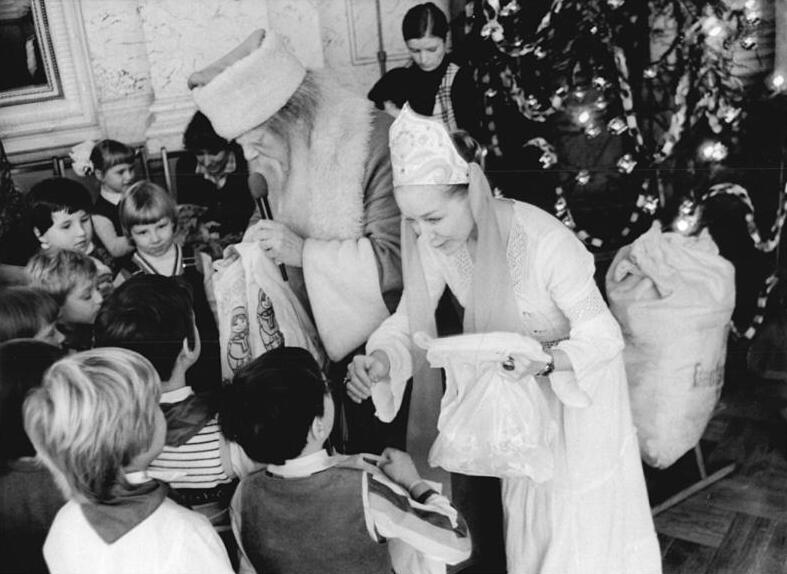
Novoroční slavnost Jolky s Dědou Mrázem a Sněhurečkou v Německé demokratické republice (Berlín) v roce 1979

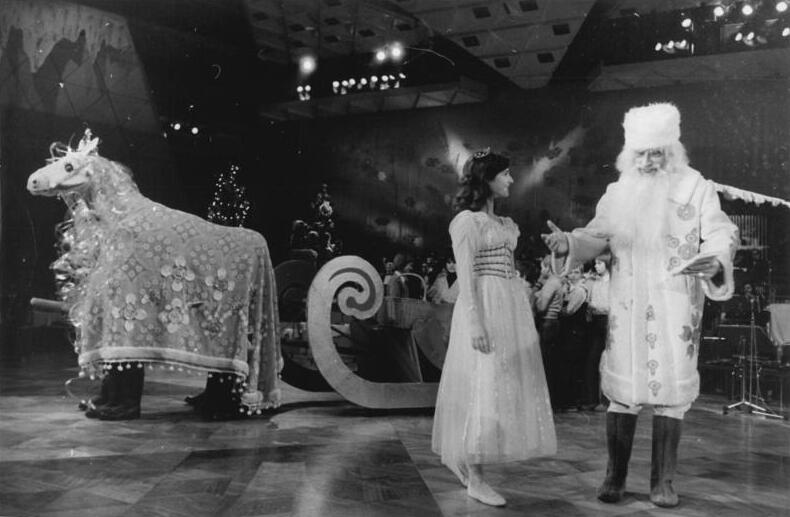
Novoroční slavnost Jolky v Paláci republiky v Berlíně v roce 1976, za Dědou Mrázem a Sněhurečkou ruské koňské spřežení se saněmi

Koleda otištěná v Mateřídoušce na sklonku roku 1950, 
Podle sovětského vzoru komunisté prosazovali ruského dárkonoše Dědu Mráze a skrze závodní odbory se dokonce pokoušeli o vánoční nadílku na Nový rok. V roce 1951 zorganizoval Svaz československo-sovětského přátelství společně s ministerstvem školství, Československým svazem mládeže, Pionýrem a pod záštitou Ústředního výboru KSČ poprvé celostátní akci s příjezdem Dědy Mráze do Československé socialistické republiky.
„Chtěl bych dnes ve svém vánočním projevu promluvit k těm, kteří se o Štědrém večeru nejvíce shromažďují kolem vánočních stromků - k našim dětem a mládeži. Vy, kteří dorůstáte, nepozorujete ani, jak mnohé se u nás v poslední době změnilo a mění. Ani legendární Vánoce nezůstávají beze změny. Září dále vánoční stromky, čekají dárky, ale mizí už jesličky, které dříve bývaly nezbytným doprovodem vánočních svátků... Malý Ježíšek, ležící v chlévě na slámě, vedle volka a oslíka, nad chlévem zářící betlémská hvězda, to byl symbol starých Vánoc. Proč? Měl připomínat pracujícím a bědným, že chudí patří do chléva. Když se mohl narodit a bydlet ve chlévě Ježíšek, proč byste tam nemohli bydlet vy, proč by se tam nemohly rodit vaše děti? Tak mluvili k chudým a pracujícím bohatí a mocní. Proto takové v době kapitalistického panství, kdy bohatí vládli a chudí se dřeli, pracující namnoze ve chlévech bydleli a jejich děti se tam i rodily. Doby se ale změnily. Nastaly mnohé převraty. I Ježíšek vyrostl, zestaral, narostly mu vousy a stává se z něho děda Mráz. Nechodí již nahý a otrhaný. Je pěkně oblečený, v beranici a kožichu. Nazí a otrhaní nechodí již dnes také naši pracující a jejich děti. Děda Mráz přijíždí k nám od Východu a na cestu mu září také hvězdy. Nejen jediná betlémská. Celá řada rudých hvězd na našich šachtách, hutích, továrnách a stavbách. Tyto rudé hvězdy hlásají radostně, že vaši tatínkové a maminky splnili na svých pracovištích úkoly čtvrtého roku první Gottwaldovy pětiletky. Čím více je těchto zářivých hvězdiček, tím radostnější budou naše svátky, které se stávají svátkem radostné oslavy splnění úkolů celoroční naší práce. Čím důsledněji je tato práce vykonávána a úkoly plněny, tím větší nadílkou je příjezd dědy Mráze provázen....”
Rozhlasový projev předsedy vlády Antonína Zápotockého v roce 1952, 
Propaganda z předešlých dvou let pravděpodobně nepřinesla kýžený výsledek, jelikož v dalším roce prodělal příjezd Dědy Mráze pár organizačních změn. Také československý Děda Mráz dostal nátisk ve stylu venkovských ilustrací Josefa Lady a mluvil česky. Sovětský model vánoc se ale neuchytil. V ČSSR děti i nadále psaly o své dárky Ježíškovi. Celková dechristianizace (odkřesťanštění) společnosti však vedla k tomu, že v povědomí velké části lidí jméno či postava Ježíška ztratila souvislost se svatým Kristem a od 90. let 20. století je nezřídka dokonce pod jménem Ježíšek prezentována postava podobající se Santa Clausovi.

## Země s tradicí obdarovávání Ježíškem
Ježíšek přináší vánoční dárky dětem tajně po východu první hvězdy 24. prosince a nikdy nebývá při nadělování spatřen. Po štědrovečerní večeři a zazvonění zvonečkem se vchází do místnosti s rozsvíceným vánočním stromečkem a následuje společné rozbalování vánočních dárků (oproti zemím, kde se dárky rozbalují až ráno 25. prosince). Umělecká ztvárnění vánoční nadílky s Ježíškem, kdy je vyobrazen jako dítě v bílém rouchu se svatozáří kolem hlavy a v doprovodu andělů, jsou poměrně vzácná. Ačkoliv je Ježíšek původně výmyslem protestantského severu, paradoxně se jeho tradice udržela právě v katolické oblasti a jeho tradice je dál uchovávána: v České republice, Maďarsku, jižním Německu, Rakousku, na Slovensku, ve Švýcarsku, v Jižním Tyrolsku (Itálie), Lichtenštejnsku, části Chorvatska a Polska, ve Slovinsku, ale také v jižní Brazílii.

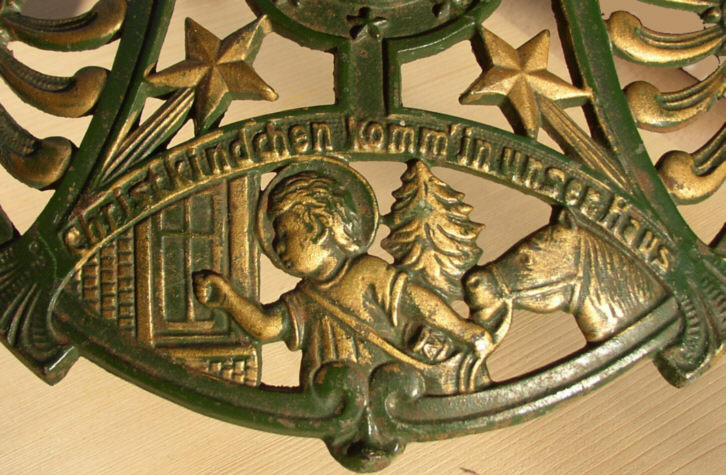
Stojan na stromeček s vyobrazením Ježíška s dárky a vánočním stromečkem, klepající na okno, nad ním nápis: „Ježíšku přijď do našeho domu” (německy Christkindchen komm in unser Haus)

| Jazyk         | Jméno pro Ježíška                                                           |
| ------------- | --------------------------------------------------------------------------- |
| čeština       | Ježíšek                                                                     |
| slovenština   | Ježiško                                                                     |
| maďarština    | Jézuska                                                                     |
| italština     | Bambino Gesù nebo bambino di Cristo                                         |
| němčina       | Christkind                                                                  |
| polština      | Dzieciątko (v pruském Horním Slezsku), Aniołek (na Těšínsku a v Malopolsku) |
| portugalština | Menino Jesus                                                                |
| španělština   | El Niño Dios, El Niño Jesús                                                 |
| chorvatština  | Isusić, Isusek, Jezušek                                                     |
| ruština       | Младенец Иисус (mladenec Jisus)                                             |

## Světské vánoční postavy dárkonošů
Na pozadí sv. Mikuláše vznikla celá řada světských vánočních postav, které i když si jsou podobné, přesto mají svou vlastní historii. Za jejich rozšíření vděčíme 19. století (vánoční pohlednice, ilustrace v časopisech či reklamní letáky). Postavu Weihnachtsmanna (tenkrát Pána Zimy) stvořil v roce 1847 malíř Moritz von Schwind (1804–1871); přináší dárky v severním, středním a východním Německu. Father Christmas (Sir Christmas, Lord Christmas) v Anglii je znám již ze 17. století. Dárky začal dětem nosit později a byl zobrazován v dlouhém modrém nebo zeleném plášti a společně s vánočním stromkem. Francouzský vousatý stařík Père Noël (otec Vánoc) v dlouhém kabátě, v čepici s bílým lemem, na zádech s košem dárků a s vánočním stromkem byl v 19. století zobrazován na oslu nebo vedle něj. Dárky nosí i v katolických rodinách, jen u malé části je ve Francii dárkonošem Ježíšek (Enfant Jésus).
V ženevském kantonu naděluje komínem Challande. Přistěhovalci z Holandska importovali do Nového Amsterodamu (pozdějšího New Yorku) postavu sv. Mikuláše a podle jeho vzoru ztvárněný Santa Claus se od roku 1931 rozšířil do všech anglofonních zemí. Rumunské děti obdarovává Moș Crăciun. Ve skandinávských zemích se tradice dárkonoše Jultomte (ze slov Jul=Vánoce a Tomten=elf, skřítek) odvíjela z lidových skřítků, kterým staví misku ovesné kaše na okno. České děti znají severské vánoční skřítky a štědrovečerní hledání mandličky v rýžové kaši z dětského bestselleru Děti z Bullerbynu od švédské spisovatelky Astrid Lindgrenové. V Dánsku nosí dárky Julemand. Ve Finsku od konce 19. století poslušné děti obdarovával Joulupukki, zlobivé pak trestal proutkem. V Polsku se podle regionů a jejich historických kulturních vlivů střídá celá řada dárkonošů – kromě slezského a malopolského, tedy historicky rakouského, Dzieciątka / Aniołka, jsou to: Gwiazdor, pro Velkopolsko a Pomořansko (dříve patřící Německu) typická obdoba Weihnachtsmanna, Děda Mráz vyskytující se na východě země, Gwiazdka (Hvězdička) a stále populárnější Święty Mikołaj.